# Callimetopus cordifer
Callimetopus cordifer là một loài bọ cánh cứng trong họ Cerambycidae.